# بورتريه شاب (رفائيل)
بورتريه شاب هي لوحة زيتية للفنان الإيطالي رفائيل يعتقد بأنها بورتريه ذاتي.خلال الحرب العالمية الثانية سرقها النازيون من بولندا.يعتبرها العديد من المؤرخين أهم لوحة مفقودة منذ الحرب العالمية الثانية.